# مسجد چهار پادشاهان
مسجد چهار پادشاهان یا چهار پادشاه یکی از آثار تاریخی شهر لاهیجان و مدفن چهار تن از شاهان کیایی بیه پیش است. این اثر با شماره ۳۲۲ در تاریخ ۱۳۱۷/۰۸/۲۱ در فهرست آثار ملی ایران به ثبت رسیده‌است. این مسجد در ابتدای خیابان کاشف و روبروی مسجد جامع شهر لاهیجان و حمام گلشن قرار دارد.
این محل در ابتدا مرقد سید خور کیا (مقتول در سال ۶۴۷ ه‍. ق) بود و بقعه‌ای برای او ساخته شد که متصل به مسجد است و پس از آن سید علی کیا سال ۷۹۱ یعنی ۴۴ سال بعد رحلت کرد و در طرف چپ آن حجره، حجره‌ای دیگر ساختند و وی را در آن به خاک سپردند. پس از آن ۳۸ سال بعد رضا کیا پسر سید علی کیا را در کنار پدرش دفن کردند و چون در همان روز سید رضی کیا پادشاه گیلان رحلت کرده بود وی را در همان حجره دفن کردند.
نسبت این سادات به علی ابن الحسین (ع) امام چهارم شیعیان بازمی‌گردد. بخش اصلی بقعه توسط سید هادی کیا فرمانروای تنکابن که برادران اش را در سال ۷۹۱ در آن دفن کرد ساخته شده‌است. دومین تابوت‌دان قدیمی متعلق به سید رضی کیا، فرمانروای گیلان است که در ۸۲۹ درگذشت.
از اینجا این بقعه به نام چهار پادشاهان معروف است چون یکی از آنها سید رضی کیا پادشاه گیلان و سه نفر دیگر از اولیای مشایخ دین بودند و در ایران خصوصاً گیلان مرسوم بود که پیشوایان دین را پادشاه می‌نامیدند؛ لذا این سه نفر را نیز پادشاه خواندند و بدین جهت نام چهار پادشاه بر این مکان برگزیده شد.
بنابراین بقعه چهار پادشاه، مزار ۴ تن از بزرگان لاهیجان بدین ترتیب است:
۱- سید خور کیا ۶۴۷ ه‍.ق
۲- سید علی کیا ۷۹۱ ه‍.ق
۳- سید رضا کیا ۸۲۹ ه‍.ق
۴- سید رضی کیا ۸۲۹ ه‍.ق
البته عده‌ای دیگر از سادات کیایی در این محل دفن شده‌اند.
در وصل رسیدیم و دعا کارگر آمد المنه الله که خورشید برآمد
(از منافقان هر که بود بگریختند و بیه پس رفتند و تمامی بیه پیش گیلان به تصرف سید هادی کیا درآمد)

## ویژگیهای معماری و تزئیناتی

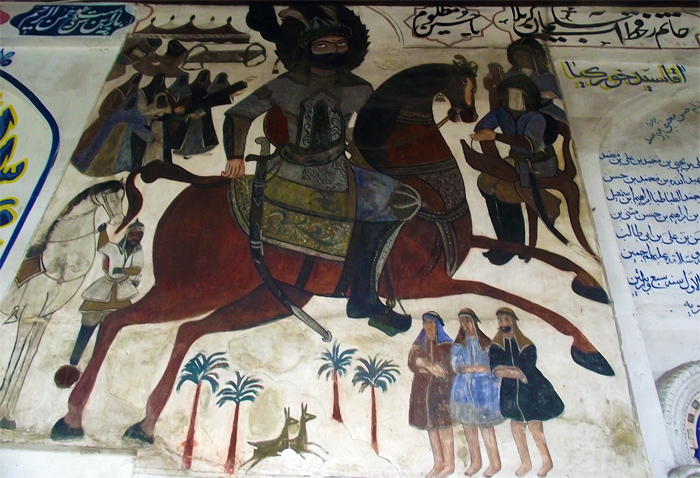
نقاشی روی دیوار خارجی مسجد چهار پادشاه

بنای اصلی بقعه به شکل مستطیل با چهار اتاق و ایوان در جهت شمالی است ایوانی به طول ۲۹/۷۴ متر و پهنای ۵/۳۳ متر است.
ورودی بنا از دو طرف است. بنای اصلی آن در ضلع جنوبی حیاط واقع شده‌است. ایوان بزرگی با شش ستون در ضلع شمالی بنا قرار گرفته، ستونهای آن به ارتفاع ۸۰ سانتی‌متر کاشیکاری شده که کاشی‌های استفاده شده در این بنا مربوط به دوره قاجاریه است. کاشی کاری دوران قاجار
اتاق و ایوان از سفال و ستونها نمایی از سنگ دارند. داخل بقعه تاریک است و این امر بر حالت عرفانی و روحانی آن می‌افزاید.
این بنا بامی سفالین دارد و صندوق‌های چوبی قبور به زیباترین شکل منبت کاری و گره چینی و متبرک به آیات الهی شده‌اند. در ضمن درهای چوبی و قدیمی بقعه به دست هنرمندان بنامی چون علی نجار تبریزی، عبدالکتاب خواجکی کرمانی، محمدبن داود کیا و حسین بن علی صالحی جیلانی ساخته شده‌اند.
در حاشیه بالایی ایوان اشعار ترجیح بند محتشم کاشانی به شکل گچ بری به خط نستعلیق نوشته شده است. بر روی دیوار ایوان نیز مراسم مذهبی به تصویر درآمده است. در اطراف اتاق سید خورکیا نقاشی‌هایی زیبا از میدان رزم کربلا و سواران آن حادثه دیده می‌شود. کاشی کاری‌های هفت رنگ و با نقوش گل و مرغ از دیگر زیبایی‌های این بناست.
جالب است که در نقوش دیوارها از نمادهای مختص گیلان و نقوش دیواری استفاده شده است. در نقوش کاشی کاری‌های ایوان نیز از نقوش گیاهی و جانوری الهام گرفته شده است.
روی صندوق‌ها و درها کتیبه‌هایی دیده می‌شود که این بقعه را به قرون هفتم تا نهم نسبت می‌دهند. این بقعه به دوران صفویه مربوط می‌شود.
کتیبه‌های صندوق‌ها، خوش خط و متعلق به قرن هشتم و اوایل قرن نهم ه‍.ق است. درهای ورودی چوبی است و کنده کاری دارد. تاریخ کتیبه یکی از آنها ۱۰۱۵ ه‍.ق است. این مزار دو قرآن قدیمی دارد که به خط کوفی است و چند صفحه‌ای از اول و آخر آن افتاده‌است و قرآن دیگر مورخ سال ۸۸۳ ه‍.ق است. در ضلع شرقی بنای چهارپادشاه اتاقی جداگانه وجود دارد که دارای صندوقی چوبی و سنگ قبرهای مرمر زیادی است. بقعه یکی از پادشاهان مربع شکل با چهار صفحه در چهار جهت اصلی می‌باشد و سقف آن صاف و چوبی است. ضریح چوبی بزرگی در وسط آن بقعه نصب شده‌است. در بقعه دیگر، دو پادشاه به خاک سپرده شده‌اند و دو صندوق چوبی در وسط این اتاق مستطیلی در امتداد یکدیگر قرار دارد که یک صندوق آن دارای منبت کاری بسیار ظریف و کتیبه‌هایی در وسط و دور تا دور آن به خط کوفی است. در جنوبی این اتاق منبت کاری و دارای کتیبه‌است. از اتاق کناری آن که کنار مقبره می‌باشد اکنون به عنوان مسجد استفاده می‌کنند.